# Ergebnisse der Kommunalwahlen in Wien
In den folgenden Listen werden die Ergebnisse der Kommunalwahlen in Wien seit 1919 aufgelistet. Im ersten Teil werden die Ergebnisse der Gemeinderatswahlen ab 1919 angegeben und im zweiten Teil die Ergebnisse der Landtags- und Gemeinderatswahlen ab 1945. Im dritten Teil stehen die Ergebnisse der Bezirksvertretungswahlen ab 1996.
Das Feld der Partei, die bei der jeweiligen Wahl die meisten Stimmen bzw. Sitze erhalten hat, ist farblich gekennzeichnet.

## Parteien in der Ersten Republik
- CS: Christlichsoziale Partei
  - 1927 als EL
- DMK: Vereinigte demokratische Partei
- EL: Einheitsliste, Wahlbündnis von CS und Großdeutschen
- GDVP: Großdeutsche Volkspartei
  - 1919 Nationaldemokratische Partei und Deutschnationale (deutschvölkische) Partei
  - 1927 als EL
- JNP: Jüdischnationale Partei
- NSDAP: Nationalsozialistische Deutsche Arbeiterpartei Österreichs – Hitlerbewegung
- PSDČ: Partei der sozialistischen und demokratischen Tschechoslowaken
- SDAPDÖ: Sozialdemokratische Arbeiterpartei Deutschösterreichs

## Parteien
- BIER: Die Bierpartei
- BZÖ: Bündnis Zukunft Österreich
- DFP: Demokratische Fortschrittliche Partei
- FPÖ: Freiheitliche Partei Österreichs
  - bis 1954: WdU
- HC: Team HC Strache – Allianz für Österreich
- GA: Die Grüne Alternative → Grüne
- Grüne: Die Grünen Wien
  - 1983: ALW und WBU
  - 1987: Grüne und VGÖ
  - 1991: GA und VGÖ
  - ab 1996: Grüne
- KLS: Kommunisten und Linkssoziale → KPÖ
- KPÖ: Kommunistische Partei Österreichs
  - 1954: KLS
- LiF: Liberales Forum → NEOS
- NEOS: NEOS – Das Neue Österreich und Liberales Forum
  - 1996 bis 2010: LiF
- ÖVP: Österreichische Volkspartei
  - im Gemeindebezirk 8 Josefstadt 2005: PRO (ÖVP, BFJ)
- SPÖ: Sozialdemokratische Partei Österreichs
- VGÖ: Vereinte Grüne Österreichs → Grüne
- WdU: Wahlpartei der Unabhängigen → FPÖ

## Wählergruppen
- ALW: Alternative Liste Wien → Grüne
- LINKS: LINKS
  - 2015 als ANDAS: Wien anders (Wahlbündnis unter Beteiligung der KPÖ)
- BFJO: Bürgerforum Josefstadt
- ECHT: Echt Grün, auch Echt mit dem folgenden Namen des Gemeindebezirks
- SÖZ: Soziales Österreich der Zukunft
  - 2015 als GFW: Gemeinsam für Wien
- PRO: Pro Josefstadt: Österreichische Volkspartei und Bürgerforum Josefstadt → ÖVP
- PRO23: Liste Ernst Paleta – für ein lebenswertes Liesing!
- PH: Pro Hetzendorf
- WBU: Wahlgemeinschaft für Bürgerinitiativen und Umweltschutz → Grüne
- WIFF: Wir für Floridsdorf
- WIR: Wir im Ersten – Liste unabhängiger Bürger 1010 Wien
- WWW-LE: Wir wählen Wieden – Liste Emmerling

## Abkürzungen
- Wbt.: Wahlbeteiligung

## Gemeinderatswahlen in der Ersten Republik
Ab dem 10. November 1920 bildeten Niederösterreich und Wien zwei eigenständige Bundesländer, womit der 1919 gewählte Gemeinderat auch zum Landtag wurde. 
Stimmenanteile der Parteien in Prozent
| Jahr | Wbt. | SDAPDÖ | CS   | GDVP | NSDAP | DMK | JNP | PSDČ |
| ---- | ---- | ------ | ---- | ---- | ----- | --- | --- | ---- |
| 1919 | 60,5 | 54,2   | 27,1 | 5,3  |       | 2,6 | 1,9 | 8,4  |
| 1923 | 91,0 | 55,9   | 33,0 | 4,9  |       | 1,7 | 2,4 | 0,7  |
| 1927 | 91,0 | 60,3   | 36,5 | CS   |       | 1,3 | 0,6 |      |
| 1932 | 89,5 | 59,0   | 20,2 |      | 17,4  |     |     |      |

Sitzverteilung
| Jahr | Gesamt | SDAPDÖ | CS | GDVP | NSDAP | DMK | JNP | PSDČ |
| ---- | ------ | ------ | -- | ---- | ----- | --- | --- | ---- |
| 1919 | 165    | 100    | 50 | 2    |       | 2   | 3   | 8    |
| 1923 | 120    | 78     | 41 |      |       |     | 1   |      |
| 1927 | 120    | 78     | 42 | EL   |       |     |     |      |
| 1932 | 100    | 66     | 19 |      | 15    |     |     |      |

## Gemeinderatswahlen
Die Gemeinderatswahlen sind zugleich Landtagswahlen. Die sonst bei Gemeinderatswahlen wahlberechtigten Bürger anderer EU-Mitgliedstaaten, die in der Gemeinde ihren ständigen Wohnsitz haben, sind daher bei Wiener Gemeinderatswahlen nicht zugelassen.
Stimmenanteile der Parteien in Prozent
| Jahr   | Wbt. | SPÖ  | FPÖ  | ÖVP  | Grüne1 | KPÖ     | NEOS |
| ------ | ---- | ---- | ---- | ---- | ------ | ------- | ---- |
| 1945   | 96,9 | 57,2 |      | 34,9 |        | 7,9     |      |
| 1949   | 96,5 | 49,9 | 6,8  | 34,9 |        | 7,9     |      |
| 1954   | 93,0 | 52,7 | 4,6  | 33,2 |        | 8,3     |      |
| 1959   | 84,8 | 54,4 | 8,0  | 32,3 |        | 5,2     |      |
| 1964   | 84,9 | 54,7 | 5,7  | 33,9 |        | 005,002 |      |
| 219692 | 75,9 | 56,9 | 7,2  | 27,8 |        | 2,9     |      |
| 1973   | 78,8 | 60,1 | 7,7  | 29,3 |        | 2,3     |      |
| 1978   | 72,2 | 57,2 | 6,5  | 33,8 |        | 1,8     |      |
| 1983   | 85,2 | 55,5 | 5,4  | 34,8 | 3,1    | 1,1     |      |
| 1987   | 63,7 | 54,9 | 9,7  | 28,4 | 5,2    | 1,7     |      |
| 1991   | 65,4 | 47,8 | 22,5 | 18,1 | 10,9   |         |      |
| 1996   | 68,5 | 39,2 | 27,9 | 15,3 | 7,9    |         | 8,0  |
| 2001   | 66,6 | 46,9 | 20,2 | 16,4 | 12,4   |         | 3,4  |
| 2005   | 60,8 | 49,1 | 14,8 | 18,8 | 14,6   | 1,5     |      |
| 2010   | 67,6 | 44,3 | 25,8 | 14,0 | 12,6   | 1,1     |      |
| 2015   | 74,8 | 39,6 | 30,8 | 9,2  | 11,8   |         | 6,2  |
| 320203 | 65,3 | 41,6 | 7,1  | 20,4 | 14,8   |         | 7,5  |

Sitzverteilung
| Jahr | Gesamt | SPÖ | FPÖ | ÖVP | Grüne | NEOS | DFP | KPÖ |
| ---- | ------ | --- | --- | --- | ----- | ---- | --- | --- |
| 1945 | 100    | 58  |     | 36  |       |      |     | 6   |
| 1949 | 100    | 52  | 6   | 35  |       |      |     | 7   |
| 1954 | 100    | 59  |     | 35  |       |      |     | 6   |
| 1959 | 100    | 60  | 4   | 33  |       |      |     | 3   |
| 1964 | 100    | 60  | 3   | 35  |       |      |     | 2   |
| 1969 | 100    | 63  | 4   | 30  |       |      | 3   |     |
| 1973 | 100    | 66  | 3   | 31  |       |      |     |     |
| 1978 | 100    | 62  | 3   | 35  |       |      |     |     |
| 1983 | 100    | 61  | 2   | 37  |       |      |     |     |
| 1987 | 100    | 62  | 8   | 30  |       |      |     |     |
| 1991 | 100    | 52  | 23  | 18  | 7     |      |     |     |
| 1996 | 100    | 43  | 29  | 15  | 7     | 6    |     |     |
| 2001 | 100    | 52  | 21  | 16  | 11    |      |     |     |
| 2005 | 100    | 55  | 13  | 18  | 14    |      |     |     |
| 2010 | 100    | 49  | 27  | 13  | 11    |      |     |     |
| 2015 | 100    | 44  | 34  | 7   | 10    | 5    |     |     |
| 2020 | 100    | 46  | 8   | 22  | 16    | 8    |     |     |

Fußnoten
1 Grüne:
1983: ALW: 2,5 %, WBU: 0,6 %,
1987: Grüne: 4,4 %, VGÖ: 0,8 %,
1991: GA: 9,1 %, VGÖ: 1,8 %,
ab 1996: Grüne

2 1969: zusätzlich: DFP: 5,2 %

3 2020: zusätzlich: HC: 3,3 %, LINKS: 2,1 %, BIER: 1,8 % und SÖZ: 1,2 %

## Bezirksvertretungswahlen
Bürger anderer EU-Mitgliedstaaten, die in Wien ihren ständigen Wohnsitz haben, sind bei diesen Wahlen wahlberechtigt.

### Gemeindebezirk 1: Innere Stadt
Stimmenanteile der Parteien in Prozent
| Jahr   | Wbt. | ÖVP  | SPÖ  | Grüne | FPÖ  | WIR  | NEOS |
| ------ | ---- | ---- | ---- | ----- | ---- | ---- | ---- |
| 1991   | 63,3 | 46,4 | 23,6 | 12,0  | 16,0 |      |      |
| 119961 | 63,9 | 38,2 | 18,9 | 11,3  | 19,7 |      | 11,3 |
| 2001   | 61,4 | 33,1 | 25,6 | 17,3  | 17,7 |      | 4,4  |
| 2005   | 56,8 | 43,3 | 29,8 | 18,3  | 6,1  |      |      |
| 2010   | 63,6 | 38,0 | 23,4 | 18,4  | 10,3 | 6,6  | 1,3  |
| 2015   | 70,4 | 25,7 | 24,2 | 16,0  | 18,7 | 05,1 | 9,5  |
| 2020   | 65,3 | 40,5 | 23,0 | 17,4  | 4,9  |      | 11,1 |

Sitzverteilung
| Jahr | Gesamt | ÖVP | SPÖ | Grüne | FPÖ | WIR | NEOS |
| ---- | ------ | --- | --- | ----- | --- | --- | ---- |
| 1991 | 40     | 19  | 10  | 5     | 6   |     |      |
| 1996 | 40     | 16  | 8   | 4     | 8   |     | 4    |
| 2001 | 40     | 14  | 11  | 7     | 7   |     | 1    |
| 2005 | 40     | 18  | 13  | 7     | 2   |     |      |
| 2010 | 40     | 16  | 10  | 8     | 4   | 2   |      |
| 2015 | 40     | 10  | 10  | 6     | 8   | 2   | 4    |
| 2020 | 40     | 17  | 10  | 7     | 2   |     | 4    |

Fußnote
1 1996: Grüne: 11,35 %, LiF: 11,27 %

### Gemeindebezirk 2: Leopoldstadt
Stimmenanteile der Parteien in Prozent
| Jahr    | Wbt. | SPÖ  | FPÖ  | Grüne | ÖVP  | KPÖ | NEOS | LINKS | HC  |
| ------- | ---- | ---- | ---- | ----- | ---- | --- | ---- | ----- | --- |
| 1991    | 63,1 | 47,2 | 23,9 | 9,4   | 16,5 | 0,5 |      |       |     |
| 1996    | 66,4 | 38,5 | 29,5 | 10,0  | 13,5 | 0,9 | 6,4  |       |     |
| 2001    | 64,8 | 46,7 | 19,8 | 15,5  | 13,9 | 1,1 | 3,0  |       |     |
| 2005    | 55,9 | 48,5 | 13,5 | 19,6  | 14,7 | 1,9 |      |       |     |
| 2010    | 60,2 | 42,3 | 21,0 | 20,8  | 11,1 | 2,5 | 1,0  |       |     |
| 20151   | 64,7 | 38,7 | 22,2 | 22,2  | 6,9  |     | 5,7  | 2,8   |     |
| 20161 2 | 35,0 | 28,1 | 22,5 | 35,3  | 6,0  |     | 5,1  | 2,3   |     |
| 2020    | 58,4 | 35,4 | 5,0  | 30,6  | 12,4 |     | 6,6  | 4,5   | 2,3 |

Sitzverteilung
| Jahr    | Gesamt | SPÖ | FPÖ | Grüne | ÖVP | KPÖ | NEOS | LINKS | HC |
| ------- | ------ | --- | --- | ----- | --- | --- | ---- | ----- | -- |
| 2001    | 60     | 30  | 12  | 9     | 8   |     | 1    |       |    |
| 2005    | 60     | 30  | 8   | 12    | 9   | 1   |      |       |    |
| 2010    | 60     | 26  | 13  | 13    | 7   | 1   |      |       |    |
| 20151   | 60     | 24  | 14  | 14    | 4   |     | 3    | 1     |    |
| 20161 2 | 60     | 17  | 14  | 22    | 3   |     | 3    | 1     |    |
| 2020    | 60     | 23  | 3   | 19    | 8   |     | 4    | 2     | 1  |

Fußnoten
1 Die Bezirksvertretungswahl 2015 musste nach einer Wahlanfechtung durch die FPÖ am 18. September 2016 wiederholt werden.

2 Vorläufiges Endergebnis vorbehaltlich der Bestätigung durch die Wahlbehörde am 29. September 2016.

### Gemeindebezirk 3: Landstraße
Stimmenanteile der Parteien in Prozent
| Jahr | Wbt. | SPÖ  | Grüne | FPÖ  | ÖVP  | KPÖ | NEOS | LINKS | HC  |
| ---- | ---- | ---- | ----- | ---- | ---- | --- | ---- | ----- | --- |
| 1991 | 63,4 | 43,2 | 10,8  | 19,9 | 23,4 | 0,8 |      |       |     |
| 1996 | 65,7 | 35,8 | 10,5  | 24,7 | 18,7 | 0,7 | 7,7  |       |     |
| 2001 | 64,4 | 41,3 | 17,1  | 18,4 | 18,6 | 1,0 | 3,4  |       |     |
| 2005 | 56,6 | 42,7 | 20,5  | 11,6 | 21,7 | 1,9 |      |       |     |
| 2010 | 62,6 | 40,6 | 19,7  | 18,0 | 17,0 | 2,0 | 1,0  |       |     |
| 2015 | 67,5 | 37,9 | 19,2  | 20,8 | 11,4 |     | 7,3  | 2,1   |     |
| 2020 | 59,7 | 37,0 | 23,1  | 4,7  | 17,1 |     | 8,8  | 3,7   | 2,3 |

Sitzverteilung
| Jahr | Gesamt | SPÖ | Grüne | FPÖ | ÖVP | KPÖ | NEOS | LINKS | HC | BIER |
| ---- | ------ | --- | ----- | --- | --- | --- | ---- | ----- | -- | ---- |
| 2001 | 56     | 24  | 10    | 10  | 10  |     | 2    |       |    |      |
| 2005 | 54     | 24  | 11    | 6   | 12  | 1   |      |       |    |      |
| 2010 | 54     | 23  | 11    | 10  | 9   | 1   |      |       |    |      |
| 2015 | 56     | 22  | 11    | 12  | 6   |     | 4    | 1     |    |      |
| 2020 | 56     | 22  | 13    | 2   | 10  |     | 5    | 2     | 1  | 1    |

### Gemeindebezirk 4: Wieden
Stimmenanteile der Parteien in Prozent
| Jahr | Wbt. | SPÖ    | Grüne | ÖVP  | FPÖ  | NEOS | LINKS | WWW-LE |
| ---- | ---- | ------ | ----- | ---- | ---- | ---- | ----- | ------ |
| 1991 | 63,7 | 32,1   | 13,8  | 38,3 | 15,3 |      |       |        |
| 1996 | 66,7 | 24,1   | 12,7  | 34,9 | 18,3 | 8,4  |       |        |
| 2001 | 65,4 | 28,7   | 22,1  | 30,1 | 14,3 | 3,8  |       |        |
| 2005 | 58,8 | 29,4   | 28,1  | 30,3 | 7,0  |      |       | 2,6    |
| 2010 | 63,5 | 028,22 | 28,19 | 28,1 | 12,0 | 1,2  |       |        |
| 2015 | 68,5 | 32,0   | 26,1  | 16,1 | 15,0 | 8,6  | 1,6   |        |
| 2020 | 62,1 | 33,2   | 28,1  | 19,8 | 3,4  | 8,6  | 3,7   |        |

Sitzverteilung
| Jahr | Gesamt | SPÖ | Grüne | ÖVP | FPÖ | WWW-LE | NEOS | LINKS |
| ---- | ------ | --- | ----- | --- | --- | ------ | ---- | ----- |
| 2001 | 40     | 12  | 9     | 12  | 6   |        | 1    |       |
| 2005 | 40     | 12  | 12    | 13  | 2   | 1      |      |       |
| 2010 | 40     | 12  | 12    | 11  | 5   |        |      |       |
| 2015 | 40     | 13  | 11    | 7   | 6   |        | 3    |       |
| 2020 | 40     | 15  | 12    | 8   | 1   |        | 3    | 1     |

### Gemeindebezirk 5: Margareten
Stimmenanteile der Parteien in Prozent
| Jahr | Wbt. | SPÖ  | Grüne | FPÖ  | ÖVP  | KPÖ | NEOS | LINKS |
| ---- | ---- | ---- | ----- | ---- | ---- | --- | ---- | ----- |
| 1991 | 61,3 | 45,1 | 10,7  | 21,5 | 19,9 | 0,7 |      |       |
| 1996 | 64,2 | 33,7 | 11,4  | 26,9 | 18,4 | 1,0 | 7,6  |       |
| 2001 | 63,3 | 41,4 | 18,2  | 19,8 | 15,1 | 1,3 | 3,6  |       |
| 2005 | 54,6 | 42,7 | 23,5  | 12,8 | 16,8 | 2,2 |      |       |
| 2010 | 59,5 | 41,3 | 22,9  | 17,7 | 13,4 | 2,8 | 1,1  |       |
| 2015 | 62,2 | 38,8 | 22,8  | 19,9 | 8,1  |     | 6,2  | 2,7   |
| 2020 | 56,1 | 35,3 | 28,2  | 4,7  | 13,8 |     | 7,5  | 5,3   |

Sitzverteilung
| Jahr | Gesamt | SPÖ | Grüne | FPÖ | ÖVP | KPÖ | NEOS | LINKS |
| ---- | ------ | --- | ----- | --- | --- | --- | ---- | ----- |
| 1991 | 40     | 19  | 4     | 9   | 8   |     |      |       |
| 1996 | 40     | ?   | 4     | ?   | ?   |     | ?    |       |
| 2001 | 40     | 18  | 7     | 8   | 6   |     | 1    |       |
| 2005 | 40     | 18  | 10    | 5   | 7   |     |      |       |
| 2010 | 40     | 18  | 9     | 7   | 5   | 1   |      |       |
| 2015 | 40     | 16  | 10    | 8   | 3   |     | 2    | 1     |
| 2020 | 40     | 15  | 12    | 2   | 6   |     | 3    | 2     |

### Gemeindebezirk 6: Mariahilf
Stimmenanteile der Parteien in Prozent
| Jahr | Wbt. | SPÖ  | Grüne | ÖVP  | FPÖ  | ECHT | NEOS | LINKS |
| ---- | ---- | ---- | ----- | ---- | ---- | ---- | ---- | ----- |
| 1991 | 62,3 | 30,2 | 14,1  | 38,5 | 15,2 |      |      |       |
| 1996 | 65,4 | 24,1 | 15,0  | 34,2 | 17,0 |      | 8,8  |       |
| 2001 | 65,0 | 30,7 | 24,9  | 25,7 | 13,7 |      | 4,1  |       |
| 2005 | 56,5 | 35,6 | 29,0  | 25,4 | 7,3  |      |      |       |
| 2010 | 62,9 | 37,1 | 26,1  | 18,1 | 11,1 | 2,2  | 1,6  |       |
| 2015 | 68,1 | 33,9 | 29,8  | 11,6 | 14,8 |      | 7,3  | 2,1   |
| 2020 | 62,0 | 37,2 | 30,4  | 14,9 | 3,6  |      | 7,1  | 3,8   |

Sitzverteilung
| Jahr | Gesamt | SPÖ | Grüne | ÖVP | FPÖ | NEOS | LINKS |
| ---- | ------ | --- | ----- | --- | --- | ---- | ----- |
| 2001 | 40     | 13  | 10    | 11  | 5   | 1    |       |
| 2005 | 40     | 15  | 12    | 10  | 3   |      |       |
| 2010 | 40     | 16  | 11    | 8   | 5   |      |       |
| 2015 | 40     | 14  | 12    | 5   | 6   | 3    |       |
| 2020 | 40     | 16  | 13    | 6   | 1   | 3    | 1     |

### Gemeindebezirk 7: Neubau
Stimmenanteile der Parteien in Prozent
| Jahr | Wbt. | Grüne | SPÖ  | ÖVP  | FPÖ  | NEOS | LINKS |
| ---- | ---- | ----- | ---- | ---- | ---- | ---- | ----- |
| 1991 | 61,3 | 20,1  | 32,2 | 28,5 | 17,1 |      |       |
| 1996 | 65,7 | 18,8  | 27,2 | 21,3 | 19,7 | 10,2 |       |
| 2001 | 64,9 | 32,6  | 29,4 | 14,4 | 17,9 | 4,7  |       |
| 2005 | 58,6 | 43,3  | 27,5 | 18,1 | 7,3  | 1,1  |       |
| 2010 | 64,2 | 45,4  | 25,4 | 13,9 | 10,7 | 1,1  |       |
| 2015 | 70,6 | 41,0  | 24,7 | 10,2 | 13,5 | 8,1  | 1,9   |
| 2020 | 65,9 | 44,9  | 20,6 | 13,7 | 3,0  | 7,9  | 4,8   |

Sitzverteilung
| Jahr | Gesamt | Grüne | SPÖ | ÖVP | FPÖ | NEOS | LINKS |
| ---- | ------ | ----- | --- | --- | --- | ---- | ----- |
| 2001 | 40     | 13    | 12  | 7   | 6   | 2    |       |
| 2005 | 40     | 18    | 12  | 7   | 3   |      |       |
| 2010 | 40     | 19    | 11  | 6   | 4   |      |       |
| 2015 | 40     | 18    | 10  | 4   | 5   | 3    |       |
| 2020 | 40     | 19    | 9   | 6   | 1   | 3    | 2     |

### Gemeindebezirk 8: Josefstadt
Stimmenanteile der Parteien in Prozent
| Jahr | Wbt. | ÖVP  | Grüne | SPÖ  | ECHT | FPÖ  | NEOS | LINKS | BFJO |
| ---- | ---- | ---- | ----- | ---- | ---- | ---- | ---- | ----- | ---- |
| 1991 | 65,3 | 31,6 | 14,7  | 28,1 |      | 16,0 |      |       | 7,5  |
| 1996 | 67,8 | 27,2 | 15,5  | 21,6 |      | 16,9 | 9,8  |       | 8,3  |
| 2001 | 66,1 | 25,2 | 24,5  | 24,7 |      | 13,3 | 4,4  |       | 7,0  |
| 2005 | 58,8 | 29,0 | 32,3  | 28,6 |      | 6,8  | 1,0  |       |      |
| 2010 | 66,7 | 27,5 | 24,2  | 23,5 | 11,6 | 9,0  | 1,3  |       |      |
| 2015 | 72,8 | 30,6 | 27,2  | 19,7 | 4,3  | 10,0 | 6,0  | 2,1   |      |
| 2020 | 67,8 | 30,6 | 33,6  | 18,6 |      | 3,4  | 7,3  | 4,0   |      |

Sitzverteilung
| Jahr | Gesamt | ÖVP | Grüne | SPÖ | ECHT | FPÖ | BFJO | NEOS | LINKS |
| ---- | ------ | --- | ----- | --- | ---- | --- | ---- | ---- | ----- |
| 2001 | 40     | 11  | 10    | 10  |      | 5   | 3    | 1    |       |
| 2005 | 40     | 12  | 14    | 12  |      | 2   |      |      |       |
| 2010 | 40     | 12  | 10    | 10  | 5    | 3   |      |      |       |
| 2015 | 40     | 13  | 12    | 8   | 1    | 4   |      | 2    |       |
| 2020 | 40     | 13  | 14    | 8   |      | 1   |      | 3    | 1     |

### Gemeindebezirk 9: Alsergrund
Stimmenanteile der Parteien in Prozent
| Jahr | Wbt. | SPÖ  | Grüne | ÖVP  | FPÖ  | KPÖ | NEOS | LINKS |
| ---- | ---- | ---- | ----- | ---- | ---- | --- | ---- | ----- |
| 1991 | 63,4 | 35,2 | 13,9  | 32,3 | 16,7 |     |      |       |
| 1996 | 64,8 | 27,8 | 14,6  | 26,8 | 19,8 | 0,7 | 9,4  |       |
| 2001 | 63,7 | 32,5 | 21,2  | 26,0 | 14,6 |     | 4,1  |       |
| 2005 | 56,9 | 33,8 | 29,4  | 25,5 | 8,2  |     |      |       |
| 2010 | 62,7 | 32,2 | 28,5  | 22,0 | 12,6 | 2,0 | 1,6  |       |
| 2015 | 68,8 | 31,3 | 27,5  | 13,8 | 15,5 |     | 8,9  | 2,2   |
| 2020 | 68,8 | 31,5 | 29,2  | 18,3 | 3,7  |     | 9,6  | 4,4   |

Sitzverteilung
| Jahr | Gesamt | SPÖ | Grüne | ÖVP | FPÖ | NEOS | LINKS |
| ---- | ------ | --- | ----- | --- | --- | ---- | ----- |
| 2001 | 40     | 13  | 9     | 11  | 6   | 1    |       |
| 2005 | 40     | 14  | 12    | 11  | 3   |      |       |
| 2010 | 40     | 14  | 12    | 9   | 5   |      |       |
| 2015 | 40     | 13  | 12    | 6   | 6   | 3    |       |
| 2020 | 40     | 13  | 13    | 8   | 1   | 4    | 1     |

### Gemeindebezirk 10: Favoriten
Stimmenanteile der Parteien in Prozent
| Jahr   | Wbt. | SPÖ  | FPÖ  | ÖVP  | Grüne | NEOS  | SÖZ | HC  |
| ------ | ---- | ---- | ---- | ---- | ----- | ----- | --- | --- |
| 1991   | 64,7 | 56,8 | 22,2 | 12,3 | 6,3   |       |     |     |
| 1996   | 67,0 | 45,5 | 30,8 | 10,6 | 05,63 | 05,56 |     |     |
| 2001   | 64,6 | 55,6 | 22,6 | 10,8 | 7,9   | 2,2   |     |     |
| 2005   | 57,5 | 56,7 | 19,5 | 12,3 | 8,5   |       |     |     |
| 2010   | 61,2 | 47,4 | 33,3 | 9,1  | 7,1   |       |     |     |
| 2015   | 62,2 | 40,4 | 38,2 | 6,7  | 7,1   | 3,4   | 2,1 |     |
| 120201 | 50,5 | 47,4 | 10,5 | 18,0 | 9,0   | 4,2   | 3,2 | 4,3 |

Sitzverteilung
| Jahr | Gesamt | SPÖ | FPÖ | ÖVP | Grüne | NEOS | SÖZ | HC | BIER | LINKS |
| ---- | ------ | --- | --- | --- | ----- | ---- | --- | -- | ---- | ----- |
| 2001 | 60     | 35  | 14  | 6   | 4     | 1    |     |    |      |       |
| 2005 | 60     | 36  | 12  | 7   | 5     |      |     |    |      |       |
| 2010 | 60     | 30  | 21  | 5   | 4     |      |     |    |      |       |
| 2015 | 60     | 25  | 24  | 4   | 4     | 2    | 1   |    |      |       |
| 2020 | 60     | 30  | 6   | 11  | 5     | 2    | 2   | 2  | 1    | 1     |

Fußnoten
1 2020 zusätzlich: BIER: 1,8 % und LINKS: 1,6 %

### Gemeindebezirk 11: Simmering
Stimmenanteile der Parteien in Prozent
| Jahr | Wbt. | SPÖ  | FPÖ  | ÖVP  | Grüne | NEOS  | SÖZ | HC  | BIER |
| ---- | ---- | ---- | ---- | ---- | ----- | ----- | --- | --- | ---- |
| 1991 | 68,3 | 58,7 | 21,8 | 11,9 | 5,5   |       |     |     |      |
| 1996 | 69,8 | 47,9 | 31,3 | 9,6  | 4,7   | 05,02 |     |     |      |
| 2001 | 65,5 | 59,2 | 21,4 | 9,8  | 6,8   | 2,1   |     |     |      |
| 2005 | 58,3 | 60,7 | 18,2 | 10,6 | 7,9   |       |     |     |      |
| 2010 | 62,2 | 49,2 | 34,2 | 7,8  | 6,4   |       |     |     |      |
| 2015 | 66,3 | 40,8 | 41,8 | 5,0  | 5,6   | 3,4   | 1,7 |     |      |
| 2020 | 53,5 | 41,5 | 28,4 | 11,3 | 6,7   | 3,5   | 2,1 | 3,0 | 2,3  |

Sitzverteilung
| Jahr | Gesamt | SPÖ | FPÖ | ÖVP | Grüne | NEOS | SÖZ | HC | BIER |
| ---- | ------ | --- | --- | --- | ----- | ---- | --- | -- | ---- |
| 2001 | 48     | 30  | 10  | 4   | 3     | 1    |     |    |      |
| 2005 | 52     | 33  | 10  | 5   | 4     |      |     |    |      |
| 2010 | 52     | 27  | 18  | 4   | 3     |      |     |    |      |
| 2015 | 60     | 25  | 26  | 3   | 3     | 2    | 1   |    |      |
| 2020 | 60     | 26  | 18  | 7   | 4     | 2    | 1   | 1  | 1    |

### Gemeindebezirk 12: Meidling
Stimmenanteile der Parteien in Prozent
| Jahr   | Wbt. | SPÖ  | FPÖ    | Grüne | ÖVP    | PH  | NEOS | HC  | LINKS | BIER |
| ------ | ---- | ---- | ------ | ----- | ------ | --- | ---- | --- | ----- | ---- |
| 1991   | 64,5 | 50,9 | 21,5   | 7,7   | 17,2   |     |      |     |       |      |
| 1996   | 66,5 | 39,9 | 28,7   | 8,3   | 14,0   |     | 6,6  |     |       |      |
| 2001   | 64,3 | 48,6 | 19,9   | 5,2   | 14,3   | 2,7 | 2,5  |     |       |      |
| 2005   | 57,1 | 50,8 | 015,53 | 13,1  | 015,50 | 1,9 |      |     |       |      |
| 2010   | 60,3 | 44,4 | 25,4   | 13,0  | 11,4   | 2,4 |      |     |       |      |
| 2015   | 62,4 | 38,9 | 29,8   | 12,7  | 8,3    | 2,1 | 4,7  |     | 1,6   |      |
| 120201 | 52,3 | 42,0 | 6,9    | 15,9  | 16,9   | 3,1 | 5,8  | 3,2 | 2,5   | 2,1  |

Sitzverteilung
| Jahr | Gesamt | SPÖ | FPÖ | Grüne | ÖVP | PH | NEOS | HC | LINKS | BIER | SÖZ |
| ---- | ------ | --- | --- | ----- | --- | -- | ---- | -- | ----- | ---- | --- |
| 2001 | 54     | 27  | 11  | 6     | 8   | 1  | 1    |    |       |      |     |
| 2005 | 54     | 29  | 9   | 7     | 8   | 1  |      |    |       |      |     |
| 2010 | 54     | 26  | 14  | 7     | 6   | 1  |      |    |       |      |     |
| 2015 | 58     | 24  | 18  | 8     | 5   | 1  | 2    |    |       |      |     |
| 2020 | 58     | 26  | 4   | 9     | 10  | 1  | 3    | 2  | 1     | 1    | 1   |

Fußnoten
1 2020 zusätzlich: SÖZ: 1,8 %

### Gemeindebezirk 13: Hietzing
Stimmenanteile der Parteien in Prozent
| Jahr | Wbt. | ÖVP  | SPÖ  | Grüne | FPÖ  | NEOS |
| ---- | ---- | ---- | ---- | ----- | ---- | ---- |
| 1991 | 70,9 | 37,2 | 35,7 | 6,0   | 15,4 |      |
| 1996 | 71,4 | 38,6 | 29,0 | 7,1   | 16,8 | 7,0  |
| 2001 | 69,8 | 36,6 | 31,6 | 12,2  | 15,1 | 3,7  |
| 2005 | 64,6 | 39,5 | 33,4 | 16,0  | 8,8  |      |
| 2010 | 70,0 | 36,5 | 29,2 | 15,7  | 15,2 | 1,2  |
| 2015 | 75,3 | 39,4 | 23,3 | 11,9  | 16,6 | 6,4  |
| 2020 | 66,6 | 44,3 | 22,3 | 15,1  | 3,9  | 8,9  |

Sitzverteilung
| Jahr | Gesamt | ÖVP | SPÖ | Grüne | FPÖ | NEOS |
| ---- | ------ | --- | --- | ----- | --- | ---- |
| 2001 | 42     | 16  | 14  | 5     | 6   | 1    |
| 2005 | 40     | 17  | 14  | 6     | 3   |      |
| 2010 | 40     | 16  | 12  | 6     | 6   |      |
| 2015 | 40     | 16  | 10  | 5     | 7   | 2    |
| 2020 | 40     | 19  | 10  | 6     | 1   | 4    |

### Gemeindebezirk 14: Penzing
Stimmenanteile der Parteien in Prozent
| Jahr   | Wbt. | SPÖ  | FPÖ  | ÖVP  | Grüne | NEOS | HC  |
| ------ | ---- | ---- | ---- | ---- | ----- | ---- | --- |
| 1991   | 65,8 | 45,7 | 21,1 | 20,6 | 8,6   |      |     |
| 1996   | 68,8 | 35,5 | 26,6 | 17,6 | 9,1   | 8,1  |     |
| 2001   | 66,8 | 42,9 | 19,8 | 19,1 | 14,4  | 3,2  |     |
| 2005   | 60,2 | 44,5 | 13,8 | 22,1 | 16,6  |      |     |
| 2010   | 65,0 | 40,0 | 22,2 | 18,7 | 15,6  |      |     |
| 2015   | 69,5 | 35,2 | 27,2 | 13,6 | 15,2  | 6,2  |     |
| 120201 | 60,3 | 36,9 | 6,4  | 23,6 | 18,3  | 7,4  | 2,5 |

Sitzverteilung
| Jahr | Gesamt | SPÖ | FPÖ | ÖVP | Grüne | NEOS | HC | LINKS | BIER |
| ---- | ------ | --- | --- | --- | ----- | ---- | -- | ----- | ---- |
| 2001 | 54     | 24  | 11  | 10  | 8     | 1    |    |       |      |
| 2005 | 54     | 25  | 8   | 12  | 9     |      |    |       |      |
| 2010 | 54     | 23  | 12  | 10  | 9     |      |    |       |      |
| 2015 | 56     | 20  | 16  | 8   | 9     | 3    |    |       |      |
| 2020 | 56     | 22  | 3   | 14  | 10    | 4    | 1  | 1     | 1    |

Fußnoten
1 2020 zusätzlich: LINKS: 1,96 % und BIER: 1,95 %

### Gemeindebezirk 15: Rudolfsheim-Fünfhaus
Stimmenanteile der Parteien in Prozent
| Jahr   | Wbt. | SPÖ  | FPÖ  | Grüne | ÖVP  | NEOS | LINKS | HC  | BIER |
| ------ | ---- | ---- | ---- | ----- | ---- | ---- | ----- | --- | ---- |
| 1991   | 61,4 | 49,9 | 23,9 | 8,2   | 15,5 |      |       |     |      |
| 1996   | 64,2 | 38,1 | 32,3 | 9,1   | 12,7 | 5,7  |       |     |      |
| 2001   | 61,7 | 47,3 | 22,0 | 14,4  | 12,9 | 2,6  |       |     |      |
| 2005   | 52,0 | 49,5 | 16,1 | 17,6  | 13,5 |      |       |     |      |
| 2010   | 56,0 | 43,6 | 23,4 | 19,4  | 9,7  |      |       |     |      |
| 2015   | 57,2 | 39,1 | 24,8 | 21,2  | 6,7  | 4,5  | 2,1   |     |      |
| 120201 | 50,0 | 38,5 | 6,1  | 23,9  | 13,4 | 5,5  | 5,7   | 2,6 | 2,4  |

Sitzverteilung
| Jahr | Gesamt | SPÖ | FPÖ | Grüne | ÖVP | NEOS | LINKS | HC | BIER | SÖZ |
| ---- | ------ | --- | --- | ----- | --- | ---- | ----- | -- | ---- | --- |
| 2001 | 48     | 23  | 11  | 7     | 6   | 1    |       |    |      |     |
| 2005 | 46     | 24  | 8   | 8     | 6   |      |       |    |      |     |
| 2010 | 46     | 22  | 11  | 9     | 4   |      |       |    |      |     |
| 2015 | 50     | 20  | 13  | 11    | 3   | 2    | 1     |    |      |     |
| 2020 | 50     | 20  | 3   | 12    | 4   | 2    | 3     | 1  | 1    | 1   |

Fußnoten
1 2020 zusätzlich: SÖZ: 1,9 %

### Gemeindebezirk 16: Ottakring
Stimmenanteile der Parteien in Prozent
| Jahr   | Wbt. | SPÖ  | FPÖ  | Grüne | ÖVP  | NEOS | LINKS | HC  |
| ------ | ---- | ---- | ---- | ----- | ---- | ---- | ----- | --- |
| 1991   | 64,4 | 50,5 | 23,4 | 8,3   | 15,3 |      |       |     |
| 1996   | 67,4 | 40,6 | 30,6 | 8,1   | 13,0 | 5,9  |       |     |
| 2001   | 65,8 | 49,5 | 20,9 | 12,5  | 13,1 | 2,5  |       |     |
| 2005   | 57,2 | 50,4 | 15,5 | 15,2  | 15,6 |      |       |     |
| 2010   | 61,1 | 44,6 | 24,0 | 16,3  | 11,5 |      |       |     |
| 2015   | 62,9 | 38,7 | 26,5 | 17,0  | 8,8  | 4,9  | 1,9   |     |
| 120201 | 55,2 | 39,0 | 6,0  | 20,0  | 16,8 | 6,1  | 4,3   | 2,8 |

Sitzverteilung
| Jahr | Gesamt | SPÖ | FPÖ | Grüne | ÖVP | NEOS | LINKS | HC | SÖZ | BIER |
| ---- | ------ | --- | --- | ----- | --- | ---- | ----- | -- | --- | ---- |
| 2001 | 58     | 30  | 12  | 7     | 8   | 1    |       |    |     |      |
| 2005 | 58     | 31  | 9   | 9     | 9   |      |       |    |     |      |
| 2010 | 58     | 27  | 14  | 10    | 7   |      |       |    |     |      |
| 2015 | 60     | 24  | 17  | 10    | 5   | 3    | 1     |    |     |      |
| 2020 | 60     | 25  | 3   | 13    | 11  | 3    | 2     | 1  | 1   | 1    |

Fußnoten
1 2020 zusätzlich: SÖZ: 2,0 % und BIER: 1,9 %

### Gemeindebezirk 17: Hernals
Stimmenanteile der Parteien in Prozent
| Jahr   | Wbt. | SPÖ  | FPÖ  | Grüne  | ÖVP  | NEOS | LINKS |
| ------ | ---- | ---- | ---- | ------ | ---- | ---- | ----- |
| 1991   | 64,7 | 42,7 | 22,2 | 010,02 | 21,0 |      |       |
| 1996   | 67,8 | 33,4 | 28,5 | 9,7    | 18,6 | 7,4  |       |
| 2001   | 65,8 | 40,0 | 20,8 | 15,3   | 19,5 | 3,7  |       |
| 2005   | 57,1 | 41,1 | 14,6 | 18,4   | 21,8 | 1,5  |       |
| 2010   | 61,9 | 37,3 | 20,7 | 20,3   | 17,8 | 1,1  |       |
| 2015   | 64,5 | 34,0 | 23,4 | 19,8   | 12,5 | 7,2  | 1,8   |
| 120201 | 58,1 | 33,2 | 5,6  | 24,3   | 19,7 | 8,3  | 4,0   |

Sitzverteilung
| Jahr | Gesamt | SPÖ | FPÖ | Grüne | ÖVP | NEOS | LINKS |
| ---- | ------ | --- | --- | ----- | --- | ---- | ----- |
| 2001 | 40     | 17  | 8   | 6     | 8   | 1    |       |
| 2005 | 40     | 17  | 6   | 8     | 9   |      |       |
| 2010 | 40     | 16  | 9   | 8     | 7   |      |       |
| 2015 | 40     | 14  | 10  | 8     | 5   | 3    |       |
| 2020 | 40     | 15  | 2   | 11    | 8   | 3    | 1     |

Fußnoten
1 2020 zusätzlich: HC: 2,1 %

### Gemeindebezirk 18: Währing
Stimmenanteile der Parteien in Prozent
| Jahr   | Wbt. | ÖVP  | SPÖ  | Grüne | FPÖ  | NEOS |
| ------ | ---- | ---- | ---- | ----- | ---- | ---- |
| 1991   | 67,4 | 37,6 | 30,1 | 12,5  | 17,4 |      |
| 1996   | 69,3 | 32,9 | 24,7 | 11,3  | 19,6 | 9,4  |
| 2001   | 67,0 | 32,1 | 28,4 | 19,5  | 15,1 | 4,3  |
| 2005   | 60,1 | 34,8 | 30,4 | 23,1  | 8,0  |      |
| 2010   | 65,3 | 30,6 | 27,0 | 25,8  | 12,8 | 1,5  |
| 2015   | 70,7 | 27,3 | 22,2 | 28,1  | 13,3 | 7,5  |
| 120201 | 66,3 | 27,5 | 17,9 | 38,7  | 2,7  | 8,1  |

Sitzverteilung
| Jahr | Gesamt | ÖVP | SPÖ | Grüne | FPÖ | NEOS |
| ---- | ------ | --- | --- | ----- | --- | ---- |
| 2001 | 40     | 13  | 12  | 8     | 6   | 1    |
| 2005 | 40     | 15  | 13  | 9     | 3   |      |
| 2010 | 40     | 13  | 11  | 11    | 5   |      |
| 2015 | 40     | 11  | 9   | 12    | 5   | 3    |
| 2020 | 40     | 12  | 7   | 17    | 1   | 3    |

Fußnoten
1 2020 zusätzlich: LINKS: 2,1 %

### Gemeindebezirk 19: Döbling
Stimmenanteile der Parteien in Prozent
| Jahr | Wbt. | ÖVP  | SPÖ  | FPÖ  | Grüne | NEOS |
| ---- | ---- | ---- | ---- | ---- | ----- | ---- |
| 1991 | 71,6 | 40,1 | 36,2 | 13,7 | 8,1   |      |
| 1996 | 71,3 | 37,3 | 28,2 | 18,4 | 7,9   | 7,1  |
| 2001 | 68,9 | 36,5 | 32,6 | 14,5 | 12,6  | 3,1  |
| 2005 | 61,3 | 40,7 | 34,3 | 8,4  | 14,0  |      |
| 2010 | 66,8 | 36,4 | 31,8 | 14,7 | 13,6  | 1,1  |
| 2015 | 71,7 | 32,5 | 27,8 | 18,1 | 11,7  | 7,9  |
| 2020 | 63,2 | 36,9 | 26,9 | 5,1  | 16,0  | 9,8  |

Sitzverteilung
| Jahr | Gesamt | ÖVP | SPÖ | FPÖ | Grüne | NEOS |
| ---- | ------ | --- | --- | --- | ----- | ---- |
| 2001 | 48     | 18  | 16  | 7   | 6     | 1    |
| 2005 | 46     | 20  | 16  | 4   | 6     |      |
| 2010 | 46     | 18  | 15  | 7   | 6     |      |
| 2015 | 48     | 16  | 14  | 9   | 5     | 4    |
| 2020 | 48     | 19  | 14  | 2   | 8     | 5    |

### Gemeindebezirk 20: Brigittenau
Stimmenanteile der Parteien in Prozent
| Jahr | Wbt. | SPÖ  | FPÖ  | Grüne | ÖVP   | NEOS | SÖZ | LINKS | HC  | BIER |
| ---- | ---- | ---- | ---- | ----- | ----- | ---- | --- | ----- | --- | ---- |
| 1991 | 64,8 | 56,6 | 21,6 | 6,6   | 13,0  |      |     |       |     |      |
| 1996 | 66,6 | 45,5 | 31,1 | 6,4   | 09,98 | 5,1  |     |       |     |      |
| 2001 | 63,8 | 53,4 | 22,2 | 10,5  | 10,4  | 2,6  |     |       |     |      |
| 2005 | 55,7 | 56,3 | 16,6 | 12,2  | 11,5  |      |     |       |     |      |
| 2010 | 59,9 | 47,8 | 27,9 | 12,0  | 8,5   |      |     |       |     |      |
| 2015 | 61,6 | 41,7 | 30,1 | 13,3  | 5,7   | 4,5  | 2,4 | 1,4   |     |      |
| 2020 | 51,8 | 45,0 | 7,4  | 17,3  | 14,8  | 5,0  | 1,8 | 3,7   | 3,1 | 2,1  |

Sitzverteilung
| Jahr | Gesamt | SPÖ | FPÖ | Grüne | ÖVP | NEOS | SÖZ | LINKS | HC | BIER |
| ---- | ------ | --- | --- | ----- | --- | ---- | --- | ----- | -- | ---- |
| 2001 | 50     | 28  | 11  | 5     | 5   | 1    |     |       |    |      |
| 2005 | 52     | 31  | 9   | 6     | 6   |      |     |       |    |      |
| 2010 | 52     | 27  | 15  | 6     | 4   |      |     |       |    |      |
| 2015 | 56     | 25  | 18  | 7     | 3   | 2    | 1   |       |    |      |
| 2020 | 56     | 27  | 4   | 10    | 8   | 2    | 1   | 2     | 1  | 1    |

### Gemeindebezirk 21: Floridsdorf
Stimmenanteile der Parteien in Prozent
| Jahr | Wbt. | SPÖ  | FPÖ  | ÖVP  | Grüne | WIFF | BZÖ | NEOS | HC  |
| ---- | ---- | ---- | ---- | ---- | ----- | ---- | --- | ---- | --- |
| 1991 | 65,2 | 55,4 | 19,7 | 13,7 | 7,4   |      |     |      |     |
| 1996 | 68,3 | 44,8 | 28,5 | 11,3 | 6,8   |      |     | 6,0  |     |
| 2001 | 66,3 | 55,4 | 20,2 | 11,7 | 9,4   |      |     | 2,4  |     |
| 2005 | 60,1 | 57,4 | 16,1 | 12,9 | 9,7   |      | 2,1 |      |     |
| 2010 | 65,3 | 45,0 | 30,0 | 9,4  | 8,5   | 3,8  | 1,1 |      |     |
| 2015 | 70,5 | 38,4 | 37,2 | 6,5  | 7,3   | 5,0  |     | 3,6  |     |
| 2020 | 55,9 | 44,5 | 9,6  | 18,1 | 9,2   | 5,2  |     | 4,7  | 4,5 |

Sitzverteilung
| Jahr | Gesamt | SPÖ | FPÖ | ÖVP | Grüne | WIFF | BZÖ | NEOS | HC | BIER |
| ---- | ------ | --- | --- | --- | ----- | ---- | --- | ---- | -- | ---- |
| 2001 | 60     | 35  | 12  | 7   | 5     |      |     | 1    |    |      |
| 2005 | 60     | 35  | 10  | 8   | 6     |      | 1   |      |    |      |
| 2010 | 60     | 28  | 19  | 6   | 5     | 2    |     |      |    |      |
| 2015 | 60     | 24  | 23  | 4   | 4     | 3    |     | 2    |    |      |
| 2020 | 60     | 29  | 6   | 11  | 5     | 3    |     | 3    | 2  | 1    |

### Gemeindebezirk 22: Donaustadt
Stimmenanteile der Parteien in Prozent
| Jahr   | Wbt. | SPÖ  | FPÖ  | ÖVP  | Grüne | NEOS | HC  | BIER |
| ------ | ---- | ---- | ---- | ---- | ----- | ---- | --- | ---- |
| 1991   | 66,4 | 55,1 | 21,0 | 13,0 | 7,3   |      |     |      |
| 119961 | 69,2 | 43,3 | 28,9 | 10,5 | 6,4   | 6,6  |     |      |
| 2001   | 66,4 | 54,3 | 19,7 | 11,5 | 9,5   | 2,7  |     |      |
| 2005   | 60,6 | 57,1 | 15,9 | 12,7 | 10,6  |      |     |      |
| 2010   | 66,7 | 47,9 | 30,2 | 9,5  | 8,7   |      |     |      |
| 2015   | 72,6 | 40,7 | 36,7 | 6,9  | 8,5   | 4,7  |     |      |
| 2020   | 59,4 | 45,1 | 9,8  | 19,8 | 11,0  | 6,0  | 3,9 | 2,3  |

Sitzverteilung
| Jahr | Gesamt | SPÖ | FPÖ | ÖVP | Grüne | NEOS | HC | BIER |
| ---- | ------ | --- | --- | --- | ----- | ---- | -- | ---- |
| 2001 | 60     | 34  | 12  | 7   | 6     | 1    |    |      |
| 2005 | 60     | 36  | 10  | 8   | 6     |      |    |      |
| 2010 | 60     | 30  | 19  | 6   | 5     |      |    |      |
| 2015 | 60     | 26  | 23  | 4   | 5     | 2    |    |      |
| 2020 | 60     | 29  | 6   | 12  | 7     | 3    | 2  | 1    |

Fußnote
1 1996: zusätzlich: DP: 2,7 %

### Gemeindebezirk 23: Liesing
Stimmenanteile der Parteien in Prozent
| Jahr | Wbt. | SPÖ  | FPÖ  | ÖVP  | Grüne | NEOS | HC  | PRO23 |
| ---- | ---- | ---- | ---- | ---- | ----- | ---- | --- | ----- |
| 1991 | 69,9 | 50,1 | 20,7 | 18,1 | 8,4   |      |     |       |
| 1996 | 72,4 | 41,0 | 25,8 | 15,6 | 7,5   | 8,3  |     |       |
| 2001 | 69,9 | 49,2 | 18,8 | 16,8 | 11,6  | 2,9  |     |       |
| 2005 | 63,6 | 51,1 | 13,4 | 19,4 | 12,8  |      |     |       |
| 2010 | 69,0 | 43,7 | 25,2 | 15,8 | 11,9  |      |     |       |
| 2015 | 74,5 | 39,2 | 31,8 | 10,9 | 9,7   | 6,1  |     |       |
| 2020 | 61,5 | 40,4 | 8,0  | 22,9 | 12,2  | 7,3  | 3,2 | 2,3   |

Sitzverteilung
| Jahr | Gesamt | SPÖ | FPÖ | ÖVP | Grüne | NEOS | HC | PRO23 | BIER |
| ---- | ------ | --- | --- | --- | ----- | ---- | -- | ----- | ---- |
| 2001 | 54     | 28  | 10  | 9   | 6     | 1    |    |       |      |
| 2005 | 56     | 30  | 8   | 11  | 7     |      |    |       |      |
| 2010 | 56     | 26  | 14  | 9   | 7     |      |    |       |      |
| 2015 | 60     | 25  | 20  | 6   | 6     | 3    |    |       |      |
| 2020 | 60     | 26  | 5   | 14  | 7     | 4    | 2  | 1     | 1    |

### Gesamtergebnisse
Sitzverteilung
| Jahr | Gesamt | SPÖ | FPÖ | Grüne | ÖVP | ECHT | KPÖ | WIR | WIFF | PH | WWW-LE | BZÖ | NEOS | BFJ | ANDAS | GFW |
| ---- | ------ | --- | --- | ----- | --- | ---- | --- | --- | ---- | -- | ------ | --- | ---- | --- | ----- | --- |
| 2001 | 1112   | 496 | 206 | 166   | 215 |      |     |     |      |    |        |     | 25   | 3   |       |     |
| 2005 | 1112   | 520 | 143 | 204   | 240 |      | 2   |     |      | 1  | 1      | 1   |      |     |       |     |
| 2010 | 1112   | 460 | 240 | 201   | 198 | 5    | 3   | 2   | 2    | 1  |        |     |      |     |       |     |
| 2015 | 1144   | 415 | 298 | 203   | 151 | 1    |     | 2   | 3    | 1  |        |     | 62   |     | 5     | 3   |

Prozentuale Sitzverteilung
Die Angaben erfolgen in Prozent. Es werden nur diejenigen Parteien und Wählergruppen aufgelistet, die bei wenigstens einer Wahl mindestens 1,95 Prozent der Sitze erhalten haben.
| Jahr | SPÖ  | FPÖ  | Grüne | ÖVP  | NEOS |
| ---- | ---- | ---- | ----- | ---- | ---- |
| 2001 | 44,6 | 18,5 | 14,9  | 19,3 | 2,2  |
| 2005 | 46,8 | 12,9 | 18,3  | 21,6 |      |
| 2010 | 41,4 | 21,6 | 18,1  | 17,8 |      |
| 2015 | 36,3 | 26,0 | 17,7  | 13,2 | 5,4  |